# Loi organique relative à la Nouvelle-Calédonie
Lire en ligne

Version consolidée sur Légifrance

En France, la loi organique relative à la Nouvelle-Calédonie (abrégée en LONC) est le texte déterminant le cadre juridique de l'organisation institutionnelle de la Nouvelle-Calédonie.
C'est une loi organique, qui a une valeur supérieure à la loi ordinaire et dans une certaine mesure aux autres lois organiques. Elle établit les normes juridiques du nouveau statut prévu par l'accord de Nouméa du 5 mai 1998 pour cet archipel français du Pacifique sud. Celui-ci est alors reconnu comme une collectivité territoriale sui generis, définie par le titre XIII de la Constitution (articles 76 et 77). Elle fait sortir la Nouvelle-Calédonie du cadre des territoires d'outre-mer (TOM), appliqué depuis 1946, et remplace le précédent statut dit des accords de Matignon-Oudinot de 1988 (qui fut en vigueur à partir de 1989).
Promulguée le 19 mars 1999, elle prévoit une organisation territoriale et institutionnelle transitoire (associée à la création d'une citoyenneté néocalédonienne), en attendant le scrutin d'autodétermination pour la Nouvelle-Calédonie du 4 novembre 2018, encadre les modalités de définition des signes identitaires et de transfert de certaines compétences de la France vers la Nouvelle-Calédonie dans de nombreux domaines à l'exception de ceux de la politique étrangère (tout en prévoyant un certain partage de compétences), la défense, de l'ordre public, de la justice et de la monnaie (les compétences dites régaliennes), donne des outils pour le rééquilibrage économique et social et organise la future consultation d'autodétermination.

## Organisation institutionnelle et territoriale

### Maintien d'un «fédéralisme interne»
L'organisation territoriale prévue dans la loi organique de 1999 se place dans la continuité avec les précédents statuts. La Nouvelle-Calédonie reste ainsi subdivisée en trois provinces (Sud, Nord et Îles Loyauté) et en huit aires coutumières (Ajië-Aro, Djubéa-Kaponé, Drehu, Hoot ma Waap, Iaai, Nengone, Paici-Camuki et Xaracuu), toutes créées par le précédent statut de 1989 et conservant le même découpage que dans ce dernier.
Les provinces conservent un champ de compétence très étendu soit, selon l'article 20 : « Chaque province est compétente dans toutes les matières qui ne sont pas dévolues à l'État ou à la Nouvelle-Calédonie par la présente loi, ou aux communes par la législation applicable en Nouvelle-Calédonie. » Ainsi, il est question d'un « fédéralisme interne asymétique » (d'après Robert Bertram) ou « d'un fédéralisme gigogne » (pour désigner les rapports entre provinces, la Nouvelle-Calédonie et l'État, selon Jean-Yves Faberon). Elles disposent toujours, d'après les titres IV et V, d'assemblées provinciales, comportant plus de membres et aux modalités d'élections légèrement différentes de ce qui était prévu par le statut de 1989 : celle du Sud passe de 32 à 40 membres, celle du Nord de 15 à 22 élus et celle des Îles Loyauté de 7 à 14 conseillers, tandis qu'il faut désormais qu'une liste candidate réunisse 5 % des inscrits (et non plus des suffrages exprimés) pour avoir au moins un élu provincial. Le scrutin reste proportionnel plurinominal suivant la méthode de la plus forte moyenne (méthode de Jefferson) à un tour, selon l'article R241 du code électoral. Le mandat est ramené de six à cinq ans.
L'article 3 précise que : « Les provinces et les communes de la Nouvelle-Calédonie sont des collectivités territoriales de la République », au sens de l'article 72 de la Constitution. D'après l'article 27, les « règles relatives à l'administration des provinces, des communes et de leurs établissements publics, [le] contrôle de légalité des provinces, des communes et de leurs établissements publics, [le] régime comptable et financier des collectivités publiques et de leurs établissements publics » restent des compétences de l'État à moins que le Congrès de la Nouvelle-Calédonie adopte « à partir du début de son mandat commençant en 2009 [...] une résolution tendant à ce que lui soient transférées, par une loi organique ultérieure » de telles compétences. En attendant un tel transfert, qui fait l'objet de débat au sein de la classe politique locale quant à son caractère obligatoire ou facultatif, les trente-trois communes néo-calédoniennes restent régies, dans leur rôle et leur administration et pour les élections de leurs conseils municipaux, par le Code général des collectivités territoriales, et ce depuis 1969.

### Les institutions de la Nouvelle-Calédonie
L'article 2 dénombre les institutions de la collectivité de Nouvelle-Calédonie dans son premier alinéa : « Les institutions de la Nouvelle-Calédonie comprennent le congrès, le gouvernement, le sénat coutumier, le conseil économique et social et les conseils coutumiers ». Leur organisation et leur fonctionnement sont ensuite précisés par le titre III (chapitre Ier : le congrès ; chapitre II : les lois du pays ; chapitre III : le gouvernement ; chapitre IV : le Sénat coutumier et les conseils coutumiers ; chapitre V : le conseil économique et social). Elles sont toutes installées en 1999.

#### Création d'un «Parlement local» dans un État unitaire?
Le Congrès de la Nouvelle-Calédonie (auparavant appelé « Congrès du Territoire ») dispose désormais d'un réel pouvoir législatif puisqu'il vote les lois du pays (et en a l'initiative conjointement avec le gouvernement local) dans le champ des compétences de la collectivité, s'ajoutant ainsi au pouvoir réglementaire déjà détenu de manière plus ou moins étendue par ses prédécesseurs (le conseil général, l'Assemblée territoriale puis le Congrès du Territoire). Il élit et contrôle le gouvernement de la Nouvelle-Calédonie. Il est composé de 54 membres issus des Assemblées provinciales, comme lors du précédent statut (tout en n'étant plus constitué de la totalité des conseillers provinciaux, mais d'une partie seulement, désignés lors des élections provinciales selon la méthode de la plus forte moyenne pour un nombre de sièges moins important que celui des trois assemblées provinciales : 32 élus dans le Sud, 15 dans le Nord et 7 aux Îles Loyauté).
Nicolas Clinchamps parle d'un « Parlement local » qui « est, en quelque sorte, bicaméral en Nouvelle-Calédonie, dans la mesure où le Sénat coutumier est compétent pour les matières relevant notamment des signes identitaires, du Statut civil coutumier de Nouvelle-Calédonie et du régime des terres coutumières, le dernier mot revenant toutefois au congrès ». Il assimile ainsi ce dernier à une chambre basse, et le Sénat coutumier à une chambre haute.
Le Sénat coutumier donne effectivement son avis, et peut modifier, sur tout projet ou proposition de loi du pays relatif aux signes identitaires de la Nouvelle-Calédonie, au statut civil coutumier, au régime des terres coutumières (notamment à la définition des baux destinés à régir les relations entre les propriétaires coutumiers et exploitants sur ces terres) et des palabres coutumiers, aux limites des aires coutumières ainsi qu'aux modalités de désignation au Sénat coutumier et aux conseils coutumiers. Il délibère sur ce texte dans les deux mois de sa saisine, avec possibilité d'en modifier la rédaction. S'il ne s'est pas prononcé dans ce délai, il est réputé avoir adopté le texte dans sa version initiale. Le document adopté par le Sénat coutumier est ensuite soumis à la délibération du Congrès. Si ce dernier n'adopte pas un texte identique à celui adopté par le Sénat coutumier, celui-ci est saisi de ce nouveau texte. Et si le Sénat coutumier n'adopte pas ce texte en termes identiques dans un délai d'un mois, le Congrès statue définitivement. Il donne son avis également (dans un délai d'un mois, et sans possibilité de modification) sur tout projet ou proposition de délibération touchant l'identité kanak. Néanmoins, le Sénat coutumier ne dispose d'aucune initiative législative ou règlementaire (même s'il peut, selon l'article 145, « saisir le gouvernement, le congrès ou une assemblée de province de toute proposition intéressant l'identité kanak »). Carine Gindre David parle ainsi d'un « monocamérisme partiel ».

#### Un exécutif représentatif, collégial et responsable
L'article 108 de la loi organique précise explicitement que : « L'exécutif de la Nouvelle-Calédonie est le gouvernement », alors qu'il s'agissait auparavant du Haut-commissaire de la République en Nouvelle-Calédonie. Ce dernier reste néanmoins le « dépositaire des pouvoirs de la République » (et donc des compétences de l'État) et « représente le Gouvernement » national (article 2, alinéa 2) et garde un pouvoir de contrôle sur les autres institutions néo-calédoniennes, provinciales ou communales (il « veille à l'exercice régulier de leurs compétences par les institutions de la Nouvelle-Calédonie et des provinces et à la légalité de leurs actes », article 200, alinéa 2). Il « assure sans délai la publication au Journal officiel de la Nouvelle-Calédonie » des « actes ressortissant à la compétence de la Nouvelle-Calédonie et des provinces », ce « à défaut de publication dans un délai de quinze jours », et contresigne les lois du pays. Il assiste de droit à toutes les réunions collégiales du gouvernement.
Quoi qu'il en soit, le pouvoir exécutif local revient à un gouvernement représentatif, institution créée par la loi organique de 1999 (il a déjà existé des formes d'exécutifs représentatifs locaux par le passé : le conseil de gouvernement de 1956 à 1984, le gouvernement du territoire de 1984 à 1985 et le conseil exécutif de 1985 à 1989). Il fait appliquer les actes de la Nouvelle-Calédonie (à l'aide d'arrêtés règlementaires et de délibérations d'application de lois du pays) et partage l'initiative des lois du pays et des délibérations de la Nouvelle-Calédonie avec le Congrès. Il contient entre cinq et onze membres (nombre fixé avant chaque élection d'un nouvel exécutif par le Congrès) élus à bulletin secret par le Congrès lors d'une séance devant réunir pour l'occasion un quorum de 3/5 de ses membres, dans les 21 jours qui suivent la première séance du mandat en cours de l'assemblée ou dans les 15 jours après la démission du gouvernement. Les membres du gouvernement sont alors élus à la proportionnelle, selon la règle de la plus forte moyenne sans adjonction ni suppression, chaque groupe politique constitué au Congrès pouvant présenter une liste comprenant autant de personnes que le nombre de membres que doit comporter le gouvernement, plus trois. Au plus tard 5 jours après leur élection, les membres du gouvernement se réunissent pour désigner parmi eux un président et un vice-président.
Surtout, l'une de ses principales caractéristiques reste la collégialité. À l'exception de son président (qui préside les séances collégiales hebdomadaires dont il fixe l'ordre du jour, représente la Nouvelle-Calédonie en justice et auprès des autorités nationales ou étrangères et des institutions locales telles que le Congrès, signe toutes les lois du pays et délibérations et dirige l'administration néo-calédonienne au nom du gouvernement), ses membres ne disposent pas de pouvoirs particuliers et ne dirigent pas une partie précise de l'administration. Ils prennent les décisions « collégialement et solidairement » sur toutes les « affaires de sa compétence », « à la majorité de ses membres », avec une prépondérance pour le vote du président en cas d'égalité (article 128). De plus, étant élus et non pas nommés, ils ne portent par le titre de ministres (même si l'expression est régulièrement employée, par simplicité, dans les médias). Toutefois, chacun de ces membres est chargé « d'animer et de contrôler un secteur de l'administration par une délibération prise dans les dix jours suivant l'élection des membres du gouvernement » (article 130), et contresigne ainsi les arrêtés dont il doit assurer l'exécution (article 128, alinéa 3). Pour ces raisons, il est généralement désigné par le terme de « gouvernement collégial ». Un « manque de collégialité » est généralement la principale raison invoquée par les groupes politiques qui veulent faire chuter l'exécutif en place.
Enfin, il s'agit d'un gouvernement responsable devant le Congrès, selon le premier alinéa de l'article 108. Il est élu par ce dernier, qui peut le renverser par une motion de censure (« signée par un cinquième au moins » des élus, soit 11 membres au minimum, et elle « ne peut être adoptée qu'à la majorité absolue des membres du Congrès », à savoir 28 voix, tandis que ne sont décomptés que les votes pour, selon l'article 95) et peut le questionner par écrit (avec un délai de réponse d'un mois maximum selon l'article 75) ou oralement (dans le cadre d'« une séance par session ordinaire au moins » selon le premier alinéa de l'article 75, disposition créée par une révision de la loi organique datée du 3 août 2009).

#### Les conseils coutumiers: assemblées consultatives et juridictions coutumières
Chacune des huit aires coutumières de Nouvelle-Calédonie dispose d'un conseil coutumier, composé « selon les usages propres à celle-ci », même si « les membres du conseil coutumier peuvent être élus dans chaque aire selon les modalités et par un collège électoral déterminés par une loi du pays » (article 149) si un texte de ce genre a lui-même été voté pour le Sénat coutumier à compter du renouvellement de ce dernier en 2005 (article 137). Ils élisent leurs représentants au Sénat coutumier (à raison de deux par aire coutumière) pour un mandat d'abord de six ans (en 1999 puis de cinq ans (après 2005) et peuvent être consultés par cette institution si celle-ci estime que les textes (projets ou propositions de loi ou de délibération) touche des questions coutumières propres à une ou plusieurs aires spécifiques (article 144) ou pour la désignation des membres de l'Académie des langues kanak (article 140, alinéa 2). Six conseils coutumiers peuvent demander un renouvellement intégral du Sénat coutumier (si cette demande n'intervient pas « dans les six mois précédant un renouvellement général » déjà prévu par la loi) selon l'article 138. Comme le Sénat coutumier est l'assemblée consultative pour les affaires touchant aux questions coutumières ou sur l'identité kanak en Nouvelle-Calédonie, chaque Conseil coutumier exerce la même compétence à l'échelle de son aire et peut donc être « consulté sur toute question par le haut-commissaire, par le gouvernement, par le président d'une assemblée de province ou par un maire » (article 150, alinéa 1).
Mais il s'agit aussi d'une juridiction pour le droit coutumier kanak. Un conseil coutumier « peut être consulté par toute autorité administrative ou juridictionnelle sur l'interprétation des règles coutumières » (article 150, alinéa 2) et peut être saisi « en cas de litige sur l'interprétation d'un procès-verbal de palabre coutumier » (article 150, alinéa 3).

#### Le conseil économique, social et environnemental
Sur le modèle du Conseil économique, social et environnemental (CESE) national ou des conseils économiques, sociaux et environnementaux régionaux (CESER), le Conseil économique et social (CES) de la Nouvelle-Calédonie est consulté et donne son avis dans un délai d'un mois (voire de quinze jours « en cas d'urgence déclarée par le gouvernement »), sans possibilité de modification des textes, « sur les projets et propositions de loi du pays et de délibération du congrès à caractère économique ou social » (article 155).
Il comprend 39 membres (article 153) dont le mandat est de 5 ans (article 154) dont :
- 28 « membres représentant les organisations professionnelles, les syndicats et les associations qui concourent à la vie économique, sociale ou culturelle de la Nouvelle-Calédonie [...] désignés dans les provinces » (« la liste des organismes qui seront appelés à désigner des représentants, ainsi que le nombre de représentants désignés par chacun d'eux » est établie par chaque assemblée de province) à raison de : 
  - 16 pour la Province Sud ;
  - 8 pour la Province Nord ;
  - 4 pour celles des îles Loyauté.
- 2 « membres désignés par le Sénat coutumier en son sein ».
- 9 « personnalités qualifiées représentatives de la vie économique, sociale ou culturelle de la Nouvelle-Calédonie désignées par le gouvernement, après avis des présidents des assemblées de province ».

### Les représentants auprès de l'État
Le troisième alinéa de l'article 2 rappelle que « La Nouvelle-Calédonie est représentée au Parlement et au Conseil économique, social et environnemental de la République dans les conditions fixées par les lois organiques. ».

### Une citoyenneté exclusive au sein de la nationalité française
Il s'agit ici de donner les cadres juridiques de la notion de citoyenneté néo-calédonienne, dont le principe a été établi par l'article 2 de l'accord de Nouméa. Elle est aussi liée à l'article 77 de la Constitution, créé par la révision du 20 juillet 1998, qui permet de rendre constitutionnel la restriction du corps électoral en Nouvelle-Calédonie. Son interprétation a donné lieu localement à de vif débat entre indépendantistes et anti-indépendantistes.
L'article 4 de la loi organique définit ainsi la citoyenneté néo-calédonienne : « Il est institué une citoyenneté de la Nouvelle-Calédonie dont bénéficient les personnes de nationalité française qui remplissent les conditions fixées à l'article 188 ».
Cet article 188 précise quant-à-lui la constitution du corps électoral pour les élections des Provinces et du Congrès, qui forment l'ensemble des citoyens néo-calédoniens. Initialement (jusqu'en 2007), il fixe trois conditions d'appartenance à ce corps : 
- « a) Remplir les conditions pour être inscrits sur les listes électorales de la Nouvelle-Calédonie établies en vue de la consultation du 8 novembre 1998 ; ». Cette consultation constituait le référendum local d'approbation de l'accord de Nouméa visé à l'article 76 de la Constitution française, à savoir : « Sont admises à participer au scrutin les personnes remplissant les conditions fixées à l'article 2 de la loi no 88-1028 du 9 novembre 1988 »[10]. Cette dernière loi appliquait les transformations institutionnelles décidées par les accords de Matignon-Oudinot de 1988, et son article 2 précisait : « Seront admis à participer à ce scrutin les électeurs inscrits sur les listes électorales du territoire à la date de cette consultation et qui y ont leur domicile depuis la date du référendum approuvant la présente loi [à savoir celui du 6 novembre 1988]. Sont réputées avoir leur domicile dans le territoire, alors même qu'elles accomplissent le service national ou poursuivent un cycle d'études ou de formation continue hors du territoire, les personnes qui avaient antérieurement leur domicile dans le territoire. »[11]. Cette condition inclus donc toute personne de nationalité française résidant en Nouvelle-Calédonie depuis au moins le 6 novembre 1988.
- « b) Être inscrits sur le tableau annexe et domiciliés depuis dix ans en Nouvelle-Calédonie à la date de l'élection au congrès et aux assemblées de province ; ». Cet alinéa fonde alors le principe de « corps électoral glissant », appliqué aux élections provinciales de 1999 et 2004. La citoyenneté néo-calédonienne selon ce principe s'agrandissait au fur et à mesure des scrutins, en restreignant le droit du sol par une condition d'un minimum de 10 ans de résidence dans l'archipel.
- « c) Avoir atteint l'âge de la majorité après le 31 octobre 1998 et soit justifier de dix ans de domicile en Nouvelle-Calédonie en 1998, soit avoir eu un de leurs parents remplissant les conditions pour être électeur au consultation du 8 novembre 1998, soit avoir un de leurs parents inscrit au tableau annexe et justifier d'une durée de domicile de dix ans en Nouvelle-Calédonie à la date de l'élection ».

Un important débat politique local a opposé entre 1999 et 2007 partisans du maintien du seul « corps électoral glissant » (essentiellement les anti-indépendantistes du RPCR) et ceux d'une plus grande restriction avec un « corps électoral gelé » aux seuls inscrits sur les listes électorales à la date du référendum sur l'accord de Nouméa de 1998, bloquant à cette date les entrées dans la citoyenneté néo-calédonienne (position défendue avant tout par les indépendantistes du FLNKS). C'est finalement la deuxième option qui a été actée par le Parlement français réuni en Congrès à Versailles le 19 février 2007. Par 724 pour et 90 contre (dont les trois parlementaires néo-calédoniens, tous anti-indépendantistes et membres de l'UMP, les deux députés Jacques Lafleur et Pierre Frogier et le sénateur Simon Loueckhote), celui-ci adopte en effet la loi constitutionnelle modifiant l'article 77 de la Constitution, et de fait l'article 188 de la loi organique de 1999. Le paragraphe suivant est alors ajouté : « Pour la définition du corps électoral appelé à élire les membres des assemblées délibérantes de la Nouvelle-Calédonie et des provinces, le tableau auquel se réfèrent l'accord mentionné à l'article 76 et les articles 188 et 189 de la loi organique no 99-209 du 19 mars 1999 relative à la Nouvelle-Calédonie est le tableau dressé à l'occasion du scrutin prévu audit article 76 [soit les électeurs appelés à voter au référendum de 1998] et comprenant les personnes non admises à y participer [soit les personnes installées en Nouvelle-Calédonie entre 1988 et 1998 ».
Est donc citoyen néo-calédonien toute personne de nationalité française résidant de manière principale en Nouvelle-Calédonie depuis le 8 novembre 1998 (droit du sol gelé), où celles majeures après cette date dont au moins l'un des deux parents est citoyen néo-calédonien (droit du sang).
La loi organique précise ensuite un certain nombre de droits (et devoirs) particuliers pour ces citoyens néo-calédoniens. Il s'agit essentiellement du droit de vote aux élections provinciales (articles 2 et 188) mais aussi de la notion de protection de l'emploi local prévue par l'accord de Nouméa. Ainsi, l'article 24 déclare :
« Dans le but de soutenir ou de promouvoir l'emploi local, la Nouvelle-Calédonie prend au bénéfice des citoyens de la Nouvelle-Calédonie et des personnes qui justifient d'une durée suffisante de résidence des mesures visant à favoriser l'exercice d'un emploi salarié, sous réserve qu'elles ne portent pas atteinte aux avantages individuels et collectifs dont bénéficient à la date de leur publication les autres salariés.
De telles mesures sont appliquées dans les mêmes conditions à la fonction publique de la Nouvelle-Calédonie et à la fonction publique communale. La Nouvelle-Calédonie peut également prendre des mesures visant à restreindre l'accession à l'exercice d'une profession libérale à des personnes qui ne justifient pas d'une durée suffisante de résidence. »

## Les signes identitaires et les transferts de compétences
Parmi les lois du pays prévus par la loi organique, deux procédures particulières sont prévues, avec notamment l'obligation de l'adoption de la loi par le Congrès par une majorité des 3/5 (soit 33 élus sur 54), pour deux prédispositions de l'accord de Nouméa : la définition des signes identitaires et les transferts de compétences.

### Les signes identitaires
Le point 1.5 de l'accord de Nouméa prévoit que : « Des signes identitaires du pays, nom, drapeau, hymne, devise, graphismes des billets de banque devront être recherchés en commun pour exprimer l'identité kanak et le futur partagé entre tous ».
Les modalités de leur sélection et de leur rôle sont ensuite précisées par les alinéas 1 et 2 de l'article 5 de la loi organique, qui précise que « La Nouvelle-Calédonie détermine librement les signes identitaires permettant de marquer sa personnalité aux côtés de l'emblème national et des signes de la République » et qu'« Elle peut décider de modifier son nom ». De ce fait, en attente des consultations d'autodéterminations, et par la suite si celles-ci se traduisent par un rejet de l'indépendance, ces signes identitaires ne se substituent pas mais s'associent au drapeau tricolore, à La Marseillaise, à la devise « Liberté, Égalité, Fraternité ».
L'article 99 inclut les « signes identitaires et nom mentionnés à l'article 5 » dans les champs devant être définis par le Congrès par le biais d'une « loi du pays », à la majorité qualifiée des 3/5 des membres de cette assemblée (alinéa 3 de l'article 5). Tout projet de loi du pays est soumis à l'avis du Conseil d'État avant d'être adopté par le gouvernement de la Nouvelle-Calédonie et finalement déposé sur le bureau du Congrès (article 100), de même pour une proposition de loi avant sa première lecture par l'assemblée locale. Et tout texte portant sur les signes identitaires est, avant son vote, confié au Sénat coutumier. Celui-ci « délibère sur ce projet ou cette proposition de loi du pays dans les deux mois de sa saisine. S'il ne s'est pas prononcé dans ce délai, il est réputé avoir adopté le texte. Le texte adopté par le sénat coutumier est ensuite soumis à la délibération du congrès » (article 142).
Trois signes ont été adoptés par loi du pays le 18 août 2010 : l'hymne (Soyons unis, devenons frères), la devise (« Terre de parole, Terre de partage ») et une proposition de nouvelles graphies pour les billets de banque. La question des drapeaux a été au centre des débats politiques à partir de 2010 et de la proposition de Pierre Frogier (chef du parti anti-indépendantiste Rassemblement-UMP et à l'époque député ainsi que président de l'Assemblée de la Province Sud) de faire hisser le drapeau dit « Kanaky » (ou « indépendantiste », « du FLNKS » voire « kanak ») aux côtés de l'étendard national, sans pour autant le reconnaître comme le signe identitaire prévu par l'accord de Nouméa et la loi organique. Cette proposition a été concrétisée par un vœu de voir ces deux pavillons flotter côte à côte sur les édifices publics de l'archipel, voté par le Congrès le 13 juillet 2010, sans que cela ait de force juridique contraignante, chaque collectivité étant laissée libre de l'appliquer ou non. Quoi qu'il en soit, cette décision a été vivement combattue au sein des institutions par d'autres partis anti-indépendantistes, dont surtout Calédonie ensemble qui a remporté les élections législatives de juin 2012. Une délibération créant une « commission spéciale chargée de rechercher en commun le drapeau du pays » a été votée par le Congrès le 27 décembre 2012.

### Les transferts de compétences
L'accord de Nouméa est avant tout un « accord de décolonisation » et un prolongement de 20 ans de la période transitoire commencée en 1988 et menant vers la consultation d'autodétermination (le « pacte trentenaire »). Pendant cette durée, avant 2014, il est prévu de finaliser la décolonisation en Nouvelle-Calédonie par un processus de très forte autonomie ne devant laisser à terme à l'État que les compétences régaliennes (avec l'association des autorités néo-calédoniennes à certaines d'entre elles). La ou les « consultation(s) de sortie » qui doivent être organisées entre 2014 et 2018 doivent porter sur le transfert ou non de ces ultimes compétences de l'État à la Nouvelle-Calédonie pour un accès éventuel (si la population le décide ainsi) à la pleine souveraineté et donc à l'indépendance.
Les compétences sont traitées par le titre II de la loi organique, et la notion de « répartition des compétences entre l'État, la Nouvelle-Calédonie, les provinces et les communes » par le chapitre Ier de ce titre. Celui-ci définit ainsi cinq types de transferts envisagés, irréversibles une fois devenus effectifs, et avec un calendrier assez précis quant à leur adoption : 
- les transferts aux Provinces ou à la Nouvelle-Calédonie décidés par la loi organique elle-même (selon les articles 22) et effectifs à partir du 1er janvier 2000, soit (sauf mention contraire, sont indiqués ci-dessous les transferts à la Nouvelle-Calédonie) : 
  - l'enseignement primaire public (la formation initiale et continue des maîtres, la définition des programmes d’enseignement et du contrôle pédagogique du 1er degré public), tandis qu'est confirmé la possibilité pour les provinces d'adapter les programmes du primaire et du secondaire aux spécificités locales (historiques, géographiques et culturelles) ;
  - le commerce extérieur (à l'exception des prohibitions à l'importation et à l'exportation relatives à des matières relevant de la compétence de l'État, qui sont réduites aux seuls matériaux nécessaires à la recherche nucléaire et au matériel militaire et armes), et donc du régime douanier et de la réglementation de tous les investissements directs étrangers (alors qu'elle était limitée à ceux inférieurs à certains montants auparavant) ;
  - le droit du travail (y compris les principes directeurs et l'inspection du travail), le droit syndical, la formation professionnelle (y compris les principes directeurs et l'attribution de diplômes à ce titre, mais toujours sans préjudice des actions des provinces dans ce domaine) et l'accès au travail des étrangers deviennent par la loi organique de 1999 dans leur totalité des compétences de la Nouvelle-Calédonie ;
  - la réglementation relative au nickel, au chrome et au cobalt revient à la Nouvelle-Calédonie, tandis que les provinces conservent le contrôle sur les permis d'exploitation et l'application de cette réglementation ;
  - la réglementation et l'exercice des droits d'exploration, d'exploitation, de gestion et de conservation des ressources naturelles, biologiques et non biologiques de la ZEE.
- ceux de cinq établissements publics d'État par des décrets en Conseil d'État pris sur proposition du Congrès (article 23) : 
  - l'Office des postes et télécommunications (OPT), transféré le 1er janvier 2003,
  - l'Institut de formation des personnels administratifs (IFPA), transféré le 1er octobre 2003 sous le nom d'Institut de formation à l'administration publique (IFAP),
  - l'Agence de développement rural et d'aménagement foncier (ADRAF), dont le transfert n'a pas encore été décidé,
  - l'Agence de développement de la culture kanak (ADCK), transférée officiellement au 1er janvier 2012,
  - le Centre de documentation pédagogique (CDP), transféré le 1er janvier 2012.
- ceux adoptés par loi du pays du Congrès votée à la majorité des deux-cinquièmes dans un certain délai (6 mois, augmenté à 2 ans pour 2 d'entre elles lors d'une modification de la loi organique du 3 août 2009) faisant suite aux élections provinciales de 2004 ou de 2009 (article 26) : 
  - la police et la sécurité en matière de circulation aérienne intérieure et des exploitants établis en Nouvelle-Calédonie dont l’activité principale n’est pas le transport aérien international (le transfert est décidé par une loi du pays du 28 novembre 2009 et appliqué au 1er janvier 2013) ;
  - la police et sécurité de la circulation maritime s'effectuant entre tous points de la Nouvelle-Calédonie, et de sauvegarde de la vie humaine en mer dans les eaux territoriales (transfert adopté par loi du pays du 28 novembre 2009 et effectif au 1er janvier 2011 pour la sécurité de la navigation dans les eaux territoriales, au 1er juillet 2011 pour les autres secteurs transférés) ;
  - l'enseignement du second degré public et privé et du premier degré privé, l'enseignement agricole et la santé scolaire (le transfert est décidé par une loi du pays du 28 novembre 2009 et appliqué au 1er janvier 2012) ;
  - le droit civil et commercial et les règles concernant l'état civil (délai augmenté à deux ans en 2009, la loi du pays est votée le 30 décembre 2011, soit la veille de l'échéance finale, pour un transfert effectif au 1er juillet 2013 si un certain nombre de prédispositions sont prises d'ici là, et au plus tard le 14 mai 2014) ;
  - la sécurité civile (délai augmenté à deux ans en 2009, la loi du pays est également adoptée le 30 décembre 2011 et le transfert est prévu pour le 1er janvier 2014).
- ceux que le Congrès « peut demander » par une résolution après les élections provinciales de 2009 et avant celles de 2014 et nécessitant l'adoption de nouvelles lois organiques par le Parlement français (article 27) : 
  - l'organisation administrative locale, à savoir les règles relatives à l'administration et le contrôle de la légalité des provinces, des communes et de leurs établissements publics, ainsi que le régime comptable et financier des collectivités publiques et de leurs établissements publics ;
  - l'enseignement supérieur. Avant même le transfert, il est prévu que le gouvernement de la Nouvelle-Calédonie soit « associé à l'élaboration des contrats d'établissement entre l'État et les établissements universitaires intervenant en Nouvelle-Calédonie » (I. de l'article 38) ;
  - la communication audiovisuelle. Quoi qu'il arrive, avant même ce transfert, le gouvernement de la Nouvelle-Calédonie est consulté (et doit donner son avis dans un délai de trente jours pouvant être réduit en cas d'urgence) par le Haut-commissaire « sur toute décision relevant du Gouvernement de la République et propre à la Nouvelle-Calédonie » en la matière, ou par le Conseil supérieur de l'audiovisuel (CSA) « sur toute décision réglementaire ou individuelle relevant de sa compétence ou concernant la société nationale de programme chargée de la conception et de la programmation d'émissions de télévision et de radiodiffusion sonore destinées à être diffusées outre-mer, lorsque ces décisions intéressent la Nouvelle-Calédonie » (article 37).
- ceux qui auront lieu dans le cas d'un vote en faveur de l'accès à la pleine souveraineté, et qui sinon resteront à l'État français (les missions régaliennes, prévues par la partie I de l'article 21 et, avec certaines réserves, par la partie II du même article) :
  - la nationalité, les garanties des libertés publiques, les droits civiques et le régime électoral ;
  - la Justice, à savoir l'organisation judiciaire, l'organisation de la profession d'avocat et les frais de justice pénale et administrative, ainsi que la procédure pénale et la procédure administrative contentieuse, les commissions d'office et le service public pénitentiaire ;
  - la Défense nationale ;
  - les matériels de guerre, armes et munitions, les poudres et substances explosives ;
  - la monnaie, le crédit, les changes, les relations financières avec l'étranger et le Trésor ;
  - la desserte maritime et aérienne entre la Nouvelle-Calédonie et les autres points du territoire de la République, les liaisons et communications gouvernementales, de défense et de sécurité en matière de postes et télécommunications, la réglementation des fréquences radioélectriques, le statut des navires et l'immatriculation des aéronefs ;
  - la réglementation relative aux matières mentionnées au 1° de l'article 19 du décret no 54-1110 du 13 novembre 1954 portant réforme du régime des substances minérales dans les territoires d'outre-mer, ainsi qu'aux installations qui en font usage (soit les substances utiles aux recherches et réalisations concernant l'énergie atomique) ;
  - la fonction publique de l'État, les contrats publics de l'État et de ses établissements publics, le contrôle budgétaire des provinces, des communes et de leurs établissements publics ;
  - l'exercice, hors des eaux territoriales, des compétences résultant des conventions internationales, sous réserve des compétences transférées à la Nouvelle-Calédonie relatives aux ressources de la zone économique exclusive ;
  - le recensement général de la population ;
  - la police et la sécurité de la circulation aérienne extérieure et de la circulation maritime non transférée à la Nouvelle-Calédonie ;
  - la lutte contre la circulation illicite et le blanchiment des capitaux et contre le financement du terrorisme ;
  - les relations extérieures, tout en prévoyant une délégation de signature ou une association au processus de négociation du président du gouvernement de la Nouvelle-Calédonie par les autorités de la République pour des accords internationaux dans les domaines de compétences de l'État (article 28). Pour les domaines de compétences de la Nouvelle-Calédonie, « le congrès peut autoriser par délibération le président du gouvernement à négocier, dans le respect des engagements internationaux de la République, des accords », tandis que les autorités de la République restent informées de cette autorisation, sont associées à leur demande aux négociations et restent seules habilitées à confier au président du gouvernement de la Nouvelle-Calédonie les pouvoirs de signature de ces accords qui sont ensuite ratifiés par délibération du Congrès et (si celui-ci en donne son accord et s'il y a lieu de le faire) par le Parlement français (article 29). Le président du gouvernement (ainsi que, éventuellement, ceux des assemblées de province) est associé, « au sein de la délégation française », aux négociations avec l'Union européenne et la Communauté européenne (disparue avec le traité de Lisbonne en 2009) relatives aux relations entre la Nouvelle-Calédonie et ces dernières (article 30). Il est de même prévu que la Nouvelle-Calédonie, « avec l'accord des autorités de la République », puisse « être membre, membre associé d'organisations internationales ou observateur auprès de celles-ci » (et y être alors représentée par le président du gouvernement ou son représentant), « disposer d'une représentation auprès de la Communauté européenne » du temps où celle-ci existait (article 31 pour ces deux dernières possibilités) ou « disposer d'une représentation auprès des États ou territoires du Pacifique » (article 32). Enfin, la Nouvelle-Calédonie (par le biais du président du gouvernement, avec autorisation du Congrès) ou les Provinces (par le biais du président de l'assemblée provinciale, avec l'accord de celle-ci) peuvent, dans le cadre de leurs compétences, négocier et signer, toujours « dans le respect des engagements internationaux de la République », « des conventions de coopération décentralisée avec des collectivités locales françaises ou étrangères, leurs groupements ou établissements publics » (article 33) ;
  - les conditions d'entrée et de séjours des étrangers, tout en consultant le gouvernement de la Nouvelle-Calédonie pour toute réglementation en ce domaine et toute délivrance de visas « pour un séjour d'une durée supérieure à trois mois » (l'exécutif local doit alors rendre son avis, purement consultatif, dans un délai de trente jours), et quoi qu'il arrive en informant celui-ci des décisions prises (article 34) ;
  - le maintien de l'ordre, tout en devant informer le président du gouvernement des mesures prises en la matière (article 35) ;
  - la sûreté en matière aérienne ;
  - le droit pénal, tout en y incluant les peines prévues par le Congrès pour les infractions aux lois du pays et à ses règlements à savoir des amendes (article 86), des peines d'emprisonnement « sous réserve d'une homologation de sa délibération par la loi » et que ces peines « respectent la classification des délits et n'excèdent pas le maximum prévu pour les infractions de même nature par les lois et règlements de la République » (article 87). Le Congrès peut aussi règlementer le droit de transaction (article 88). Il en est de même, sous les mêmes conditions, pour les assemblées de province (alinéa 2 de l'article 157) ;
  - la recherche, sous réserve que le gouvernement de la Nouvelle-Calédonie soit « consulté sur les projets de contrat entre l'État et les organismes de recherche établis en Nouvelle-Calédonie ». Il est également créé un « conseil consultatif de la recherche placé auprès du congrès de Nouvelle-Calédonie » (article 38) ;
  - la collation et délivrance des titres et diplômes, à l'exception de ceux de la formation professionnelle (seule la formation initiale et continue des enseignants du second degré reste à ce titre dans le domaine de l'État) ;
  - les programmes de l'enseignement secondaire (même après le transfert de cette dernière compétence, précision apportée par la modification de 2009 de la loi organique), sous réserve de la possibilité pour les assemblées de province (détenue depuis 1989) de les adapter aux spécificités locales, et avec l'obligation de consulter pour avis la Nouvelle-Calédonie sur leur contenue (article 38).

## Les outils du rééquilibrage
La question du « rééquilibrage », thème important du processus engagé par les accords de Matignon-Oudinot de 1988, fait l'objet du titre VIII de la loi organique.

### Les moyens financiers
Parmi les moyens financiers prévus par la loi organique pour le rééquilibrage et le développement figurent surtout à l'article 210 :
- des contrats quinquennaux de développement signés entre l'État d'une part et la Nouvelle-Calédonie ou les provinces d'autre part. La loi organique donne également les grandes priorités auxquelles ces contrats doivent s'attacher : « l'accès aux formations initiales et continues, l'insertion des jeunes, le développement économique, l'amélioration des conditions de vie des populations et le développement culturel » ;
- un « Fonds d'équipement et de promotion pour la Nouvelle-Calédonie » est créé au sein du Fonds d'investissement pour le développement économique et social (FIDES) des territoires d'outre-mer, et dont les crédits sont répartis par le Haut-commissaire après consultation des présidents du gouvernement et des assemblées de province ;
- il est prévu que l'État participe « au fonds de garantie que la Nouvelle-Calédonie pourra créer pour faciliter le financement des projets de développement sur les terres coutumières » ;
- l'article 181 prévoit également une clé de répartition inégalitaire entre les trois provinces concernant la dotation de fonctionnement (financée par une quote-part, supérieure ou égale à 51,5 %, des recettes fiscales de la Nouvelle-Calédonie, elle est répartie à raison de 50 % pour la province Sud, qui réunit pourtant les 3/4 de la population calédonienne, 32 % pour la province Nord et 18 % pour la province des îles Loyauté) et de celle d'équipement (financée par une quote-part, supérieure ou égale à 4 %, des recettes fiscales de la Nouvelle-Calédonie, elle est répartie à raison de 40 % pour la province Sud, 40 % pour la province Nord et 20 % pour la province des îles Loyauté). Cette clé de répartition peut néanmoins être modifiée par une loi du pays adoptée à la majorité des 3/5 par le Congrès depuis 2004. Une telle révision fait l'objet de débat, tout particulièrement depuis les élections provinciales de 2009, l'exode rural vers le Sud ayant continué, créant des déséquilibres budgétaires et des difficultés financières pour la Province Sud. La plupart des formations anti-indépendantistes, majoritaires dans le Sud, souhaitent ainsi augmenter la part de cette province dans la répartition de ces dotations[17],[18], mais de nombreux indépendantistes, surtout ceux gérant les deux autres collectivités (dont le président de l'Assemblée de la Province Nord Paul Néaoutyine), défendent le maintien de ce déséquilibre[19].

### Le Schéma d'aménagement et de développement
L'article 211 prévoit un « Schéma d'aménagement et de développement de la Nouvelle-Calédonie » (SADNC), sur le modèle du Schéma régional d'aménagement et de développement durable du territoire métropolitain, qui « exprime les orientations fondamentales en matière d'infrastructures, de formation initiale et continue, d'environnement, d'équipements, de services d'intérêt territorial et de développement économique, social et culturel [...] [,] veille à un développement équilibré du territoire, en particulier au rééquilibrage de la répartition des fonds publics bénéficiant aux provinces et communes [...] [,] fixe les objectifs à atteindre et prévoit les moyens à mettre en œuvre par l'État, la Nouvelle-Calédonie, les provinces et les communes ». Il est élaboré conjointement par le Haut-commissaire et le gouvernement, pour être ensuite approuvé par le Congrès (« après avis des assemblées de province, du conseil économique et social et du Sénat coutumier, et après consultation des communes ») et « fait l'objet tous les cinq ans d'une évaluation et d'un réexamen ».
Le processus de définition de ce Schéma, appelé « Nouvelle-Calédonie 2025 », a été lancé le 21 mars 2008 et divisé en deux phases. La phase dite de « diagnostic » s'est échelonnée de 2008 à 2009 pour mettre « en avant les atouts et les faiblesses de la Nouvelle-Calédonie » et identifier « les grands enjeux à prendre en compte pour l’avenir » (avec le travail mené à travers neuf ateliers d'experts répartis par secteurs de juin à novembre 2008, qui ont rendu un rapport sur la base duquel a eu lieu ensuite une phase de concertation avec la société civile et finalement de rédaction du document « Diagnostic et enjeux » validé le 14 décembre 2009). Puis vient la phase dite « orientations et moyens », ouverte au premier semestre 2010, qui « correspond à la définition des orientations fondamentales et des moyens à mettre en œuvre par l’État, la Nouvelle-Calédonie, les provinces et les communes », et donc à la rédaction du Schéma en lui-même qui sera soumis au processus de validation prévu par la loi organique.

### Le développement culturel
L'article 215 prévoit tout d'abord que : « Dans le but de contribuer au développement culturel de la Nouvelle-Calédonie, celle-ci, après avis des provinces, conclut avec l'État un accord particulier. Celui-ci traite notamment du patrimoine culturel kanak et du centre culturel Tjibaou ». Cet accord particulier est signé le 22 janvier 2002 entre le secrétaire d'État à l'Outre-mer Christian Paul et le président du gouvernement de la Nouvelle-Calédonie Pierre Frogier pour une période de 7 ans. Il comprend la mise en place par l'État d'un programme pluriannuel scientifique et technique (inventaire complet des œuvres kanak détenues dans les musées métropolitains et étrangers, aide au retour de ces œuvres, développement de la duplication des documents détenus par l'État et protection des savoirs traditionnels et des expressions de la culture kanak), la promotion des langues kanak (encouragement de la création littéraire, réalisation d’outils pédagogiques en langues et création d'une licence de langue et culture régionale à l'Université de la Nouvelle-Calédonie par l'État, proposition d'un enseignement sur les langues et la culture kanakes dans le cadre de la formation des professeurs des écoles, proposition d'épreuves optionnelles de langues dans les concours administratifs locaux et développement d'une Académie des langues kanak par la Nouvelle-Calédonie), l'aide à la création audiovisuelle (l'État devant permettre aux producteurs et réalisateurs de Nouvelle-Calédonie de bénéficier du soutien financier du Centre national de la cinématographie), la recherche d'une application du code de la propriété intellectuelle adaptée aux réalités néo-calédoniennes, le renforcement de l'assistance étatique à l’Agence de développement de la culture kanak (ADCK) et le développement de la lecture publique en améliorant la formation des bibliothécaires et en multipliant les équipements.
L'article 215 affirme également que : « Les langues kanak sont reconnues comme langues d'enseignement et de culture ». Il ne précise pas davantage le rôle et le fonctionnement de l'Académie des langues kanak, prévue par l'accord de Nouméa, si ce n'est pour indiquer que ces membres seront désignés par le Sénat coutumier après avis des conseils coutumiers (article 140). Elle est finalement créée par la délibération no 265 du Congrès de la Nouvelle-Calédonie du 17 janvier 2007 portant création et organisation de l'académie des langues kanak.

### Le statut civil coutumier et les terres coutumières
Le titre Ier de la loi organique complète la délibération de l'Assemblée territoriale du 3 avril 1967 pour définir le statut civil de droit particulier de 1934 devenu depuis 1964 le statut civil coutumier. Les personnes de statut civil coutumier sont enregistrées sur un registre d'état civil distinct, appelé « registre coutumier », tenu par les officiers d'état civil de chaque commune (article 8). La loi organique renforce largement la place, la reconnaissance et la défense des spécificités de la population kanake.
Les personnes de statut civil coutumier sont régies par « leurs coutumes » en matière de droit civil (article 7), donc surtout en ce qui concerne les affaires familiales, de successions ou de gestion des biens coutumiers. Sont ainsi « régis par la coutume les terres coutumières et les biens qui y sont situés appartenant aux personnes ayant le statut civil coutumier » (article 18). En revanche, dans le cadre des rapports juridiques (signature de contrat, de bail, recours en justice) entre des personnes de statut personnel différent, le droit commun s'applique, sauf si aucune des deux parties n'est de statut civil de droit commun et que ces parties décident que le rapport ne relève pas du droit commun « par une clause expresse contraire » (article 9). Enfin, la juridiction civile de droit commun est compétente « pour connaître des litiges et requêtes relatifs au statut civil coutumier ou aux terres coutumières » et elle est alors « complétée par des assesseurs coutumiers » (article 19).
Les enfants dont les deux parents avaient le statut civil coutumier l'acquièrent dès la naissance (article 10). Peuvent l'acquérir (après audition devant un juge pour les majeurs et mineurs ayant atteint l'âge où ils sont jugés « capables de discernement », la cour pouvant rejeter la requête si les intérêts particuliers de la personne sont en jeu) les mineurs si une personne de statut civil coutumier exerçant l'autorité parentale en fait la demande (article 11), « toute personne majeure capable âgée de 21 ans au plus dont le père ou la mère a le statut civil coutumier, et qui a joui pendant au moins cinq ans de la possession d'état de personne de statut civil coutumier » (article 12), « toute personne ayant eu le statut civil coutumier et qui, pour quelque cause que ce soit, a le statut civil de droit commun » et les personnes qui ont toujours eu le statut civil de droit commun qui, dans un délai de cinq ans à partir de la promulgation de la loi organique (c'est-à-dire jusqu'en 2004), ont pu justifier « que l'un de ses ascendants a eu le statut civil coutumier » et qui ont décidé de renoncer à leur statut de droit commun (article 13). De même, toute personne de statut civil coutumier peut demander à renoncer à ce statut et obtenir celui de droit commun (article 13), c'est d'ailleurs le seul moyen pour un individu de perdre ce statut selon l'article 75 de la Constitution.

## L'autodétermination
L'organisation de la « consultation sur l'accession à la souveraineté », prévue par l'Article 77 de la Constitution, est détaillée au titre IX.
Elle doit avoir lieu pendant la mandature commençant aux élections provinciales de mai 2014, et au plus tard six mois avant la fin de cette mandature, soit une « période référendaire » s'étalant de mai 2014 à décembre 2018. La date de sa tenue est fixée par une délibération votée par le Congrès à la majorité des 3/5 ou, si cette assemblée ne s'est toujours pas décidée à la fin 2017, par décret du gouvernement de la République (article 217). Le texte de la question est fixé par le décret de convocation des électeurs, quoi qu'il arrive pris en conseil des ministres après consultation du gouvernement de la Nouvelle-Calédonie.
En vérité, plusieurs consultations sont prévues puisque si le premier scrutin aboutit à un rejet « de l'accession à la pleine souveraineté » par une « majorité des suffrages exprimés », un deuxième peut être organisé « sur la même question » et « à la demande écrite du tiers des membres du congrès [soit 18 élus], adressée au haut-commissaire et déposée à partir du sixième mois suivant le [premier] scrutin », à l'exception d'une période de « six mois précédant le renouvellement général du congrès ». Une fois cette demande faite dans les délais impartis, une « nouvelle consultation a lieu dans les dix-huit mois suivant la saisine du haut-commissaire », sauf encore dans les six mois précédant de nouvelles élections provinciales (article 217). La possibilité d'une troisième consultation en cas d'un second refus de l'indépendance, prévue par l'accord de Nouméa, est absente de la loi organique, remplacée, au quatrième alinéa de l'article 217, par une réunion du comité des signataires pour examiner « les conditions dans lesquelles sera poursuivie la mise en œuvre des dispositions de l'accord ». Ce dernier alinéa a été déclaré « contraire à la constitution » par la décision no 99-410 DC du 15 mars 1999 du Conseil constitutionnel, au motif « qu'il résulte clairement des stipulations précitées de l'accord de Nouméa [...] qu'en deuxième lieu, en cas de réponse négative à la deuxième consultation, une troisième consultation doit être organisée selon la même procédure et dans les mêmes délais ; qu'enfin, la réunion du comité des signataires de l'accord de Nouméa pour examiner la situation née de réponses négatives ne peut intervenir qu'à l'issue de trois consultations successives ». Aucune modification ultérieure de la loi organique n'a pourtant, en date du 1er janvier 2013, réintégré la possibilité d'une telle troisième consultation dans le texte.
Le corps électoral pour cette (ou ces) consultation(s) est encore plus restreint que celui prévu pour les élections provinciales. Ainsi, selon l'article 218, le vote est limité à ceux qui ont ou auraient pu participer au scrutin de 1998, et ceux pouvant justifier d'une durée de vingt ans de domicile continu en Nouvelle-Calédonie à la date de la consultation et au plus tard au 31 décembre 2014.

## Les modifications ultérieures de la loi organique
La loi organique de 1999 a été modifiée par :
- la loi organique no 2000-612 tendant à favoriser l'égal accès des femmes et des hommes aux mandats de membre des assemblées de province et du congrès de la Nouvelle-Calédonie, de l'assemblée de la Polynésie française et de l'assemblée territoriale des îles Wallis-et-Futuna du 4 juillet 2000, qui applique aux élections provinciales les principes de la loi du 6 juin 2000 sur la parité (modifie l'article 192) ;
- la loi organique no 2007-223 portant dispositions statutaires et institutionnelles relatives à l'outre-mer du 21 février 2007 qui, par son article 16, crée au sein de la loi organique de 1999 l'article 6-1 qui prévoit les modalités de publication et d'entrée en vigueur des lois, actes administratifs, ordonnances et décrets applicables en Nouvelle-Calédonie ;
- l'Ordonnance no 2009-536 portant diverses dispositions d'adaptation du droit outre-mer du 14 mai 2009 dans son article 18, qui modifie surtout la loi no 99-210 adoptée le même jour que la Nouvelle-Calédonie pour organiser les fonctions de l'État en Nouvelle-Calédonie dans le cadre de ce nouveau statut, pour y regrouper les dispositions relatives aux pouvoirs du représentant de l'État en matière d'animation des services de l'État pour le maintien de la sécurité intérieure, actuellement contenues dans l'article 2 de la loi no 2003-239 du 18 mars 2003 pour la sécurité intérieure, ainsi que celle sur la création des subdivisions administratives ; y permettre la création de groupements d'intérêt public dotés de la personnalité morale et de l'autonomie financière, entre l'État et d'autres personnes morales de droit public, ou de droit privé, dans des domaines nouveaux (conservation et gestion des milieux naturels, accueil des manifestations sportives internationales, notamment) ; procéder à divers actualisations et ajustements rédactionnels (notamment sur certains textes abrogés par l'article 233 de la loi organique)[25] ;
- la loi no 2009-970 relative à l'évolution institutionnelle de la Nouvelle-Calédonie et portant ratification d'ordonnances du 3 août 2009 qui abroge, par son article 4, l'article 58 de la loi organique (qui portait sur le détachement des fonctionnaires de la Nouvelle-Calédonie dans les corps et emplois de l'État ou des collectivités territoriales) pour le déplacer dans la loi no 99-210 (au nouvel article 33-1) ;
- la loi organique no 2009-969 relative à l'évolution institutionnelle de la Nouvelle-Calédonie et à la départementalisation de Mayotte du 3 août 2009, de loin la modification de la loi organique de 1999 la plus importante, elle porte sur :
  - la répartition et le transfert des compétences : surtout pour donner un délai supplémentaire de deux ans aux transferts de la sécurité civile et du droit civil, commercial et des règles de l'état civil, préciser les compétences de l'État (et adapter les fonctions du Haut-commissaire à ces transferts) et de la Nouvelle-Calédonie ainsi que les modalités financières et les échéanciers (en fonction des détails arrêtées par les conventions de transfert), insérer l'alinéa dans l'article 38 qui stipule que, si l'État conserve la compétence de la définition des programmes du secondaire, la Nouvelle-Calédonie doit être consultée pour avis à ce sujet, prévoir que des services communs soient créés entre l'État et la Nouvelle-Calédonie pour l'exercice de leurs compétences respectives dans un même domaine (dans l'optique de la fusion des services du vice-rectorat et de la Direction de l'Enseignement de la Nouvelle-Calédonie) ou renforcer l'association de Nouvelle-Calédonie à certaines compétences diplomatiques ;
  - l'applicabilité des lois et règlements en Nouvelle-Calédonie (création de l'article 6-2) ;
  - la possibilité de créer et d'organiser des établissements publics de coopération intercommunale (y compris à compétence fiscale), surtout dans le Grand Nouméa ;
  - diverses mesures d'ordre budgétaires ou financières ;
  - précision et renforcement des attributions du président du Congrès et du contrôle de cette assemblée sur le gouvernement, notamment en instaurant la séance annuelle des questions orales ;
  - la protection des membres et du président du gouvernement, du président du Congrès et des présidents des assemblées de province.
- la loi organique no 2009-1523 du 10 décembre 2009 relative à l'application de l'article 61-1 de la Constitution (créé par une révision en 2008), afin d'appliquer la procédure de contrôle de constitutionnalité sur les textes déjà promulgués prévue par ce nouvel article de la Constitution aux lois du pays (modifie l'article 107) ;
- la loi no 2010-853 du 23 juillet 2010 relative aux réseaux consulaires, au commerce, à l'artisanat et aux services qui, par son article 8, remplace l'appellation des chambres de commerce et d'industrie par « chambres de commerce et d'industrie territoriales », ce qui affecte la rédaction de l'article 54 de la loi organique de 1999 ;
- la Loi organique no 2011-333 du 29 mars 2011 relative au Défenseur des droits, supprime dans l'article 6-2 de la loi organique sur la Nouvelle-Calédonie la mention aux précédentes fonctions ou organisations remplacées par cette nouvelle autorité administrative indépendante (le médiateur de la République, le défenseur des enfants et la Haute Autorité de lutte contre les discriminations et pour l'égalité dite HALDE), et rajoute dans l'article 195 la mention du défenseur des droits parmi les personnes inéligibles aux assemblées de province et au Congrès ;
- la loi organique no 2011-410 du 14 avril 2011 relative à l'élection des députés et sénateurs, qui modifie certains titres et articles du Code électoral ce qui nécessite une modification de forme et d'adaptation de cette réforme dans les articles 195 et 197 de la loi organique relative à la Nouvelle-Calédonie ;
- la loi organique no 2011-870 du 25 juillet 2011 modifiant l'article 121 de la loi organique no 99-209 du 19 mars 1999 relative à la Nouvelle-Calédonie, prise à la suite de la crise institutionnelle connue entre février et avril 2011. Quatre gouvernements avaient chuté consécutivement (le gouvernement de Philippe Gomès le 17 février 2011 et les 3e, 10e et 11e de Harold Martin dès leurs élections respectivement les 3, 17 mars et 1er avril 2011) en raison de la même utilisation de l'article 121 (déjà utilisée à trois reprises par le passé : en 2002, en 2004 et en 2007), à savoir de faire démissionner l'intégralité des membres du gouvernement issus de la même formation ainsi que leur suivant de liste pour entraîner la chute de l'exécutif. Le gouvernement Gomès, élu en 2009, avait notamment été renversé de la sorte par décision du parti indépendantiste Union calédonienne (UC) qui reprochait à certains maires, issus ou proches du parti de Philippe Gomès (Calédonie ensemble), de n'avoir pas levé sur le fronton de leurs hôtels de ville le drapeau kanaky aux côtés du tricolore. Pour protester contre cette démission collective, Calédonie ensemble avait ensuite adopter la même stratégie à chaque nouvelle élection des exécutifs suivants afin de forcer l'État à dissoudre le Congrès et provoquer ainsi de nouvelles élections provinciales. Cette démarche est finalement condamnée par le Conseil d'État le 8 avril 2011 qui estime que ces démissions « n’ont été organisées que dans le seul but de paralyser la constitution complète du gouvernement et d’empêcher le fonctionnement normal des institutions, visaient à vicier la régularité de l’élection du président et du vice-président » et revêtaient « le caractère d'une manœuvre électorale »[26]. Le gouvernement national décide alors de modifier l'article 121 afin d'en encadrer sa pratique, et limiter son utilisation excessive, en fixant surtout un délai de dix-huit mois à compter de la dernière démission d’office pendant lequel la démission d’un nombre minoritaire de membres du gouvernement n’entraîne plus celle du gouvernement. Ce projet est ensuite rapidement adopté : il obtient un avis favorable du Congrès le 6 mai 2011[27], est voté en conseil des ministres le 25 mai suivant[28] pour être présenté rapidement au Parlement.
- la loi organique no 2013-906 du 11 octobre 2013
- la loi organique no 2013-1027 du 15 novembre 2013
- la loi no 2015-987 du 5 août 2015
- l'ordonnance no 2015-1534 du 23 octobre 2015
- la loi no 2015-1712 du 22 décembre 2015
- la loi no 2016-507 du 25 avril 2016
- la loi no 2017-1338 du 15 septembre 2017
- la loi no 2017-54 du 20 janvier 2017
- la loi no 2018-280 du 19 avril 2018